# Chacun pour soi (Prison Break)
Pour les articles homonymes, voir Chacun pour soi.
Chacun pour soi est le 4e épisode de la saison 3 du feuilleton télévisé Prison Break.

## Résumé
Après avoir échoué en voulant sauver LJ et Sara, Lincoln reçoit un avertissement de la part du Cartel. Michael échafaude un plan électrifiant pour s'échapper de Sona. Mahone est hanté par un visage du passé, et T-Bag monte les échelons tandis que Bellick a du souci à se faire avec Lechero.

## Informations complémentaires

### Culture
- Le titre de l'épisode "Good Fences" est une allusion au proverbe "Good fences make good neighbors", tiré du poème "Mending Wall" de Robert Frost

### Erreurs
- La position du poignard de Mahone (près de la tête de Michael) change entre les prises

### Divers
- Cet épisode marque le retour de Haywire, sous forme d'hallucination de Mahone.
- Dans une scène de la prison, une version espagnole de "Venus" de "Shocking Blue" peut être entendu en arrière-plan.

## Accueil critique
Aux États-Unis, cet épisode a été suivi par 7,35 millions de téléspectateurs. 